# Shijimiaeoides lanty
Shijimiaeoides lanty är en fjärilsart som beskrevs av Charles Oberthür 1886. Shijimiaeoides lanty ingår i släktet Shijimiaeoides och familjen juvelvingar. Inga underarter finns listade i Catalogue of Life.